# Golf-von-Kalifornien-Riftzone
Die Golf-von-Kalifornien-Riftzone ist eine etwas mehr als 1300 Kilometer lange Riftzone im Golf von Kalifornien. Sie bildet die zerscherte nordwestliche Fortsetzung des Ostpazifischen Rückens, der mit Erreichen des nordamerikanischen Kontinentalrandes endet. Die Riftzone gilt als Transformstörung, die an ihrem Nordwestende in die San-Andreas-Verwerfung übergeht.

## Geographie

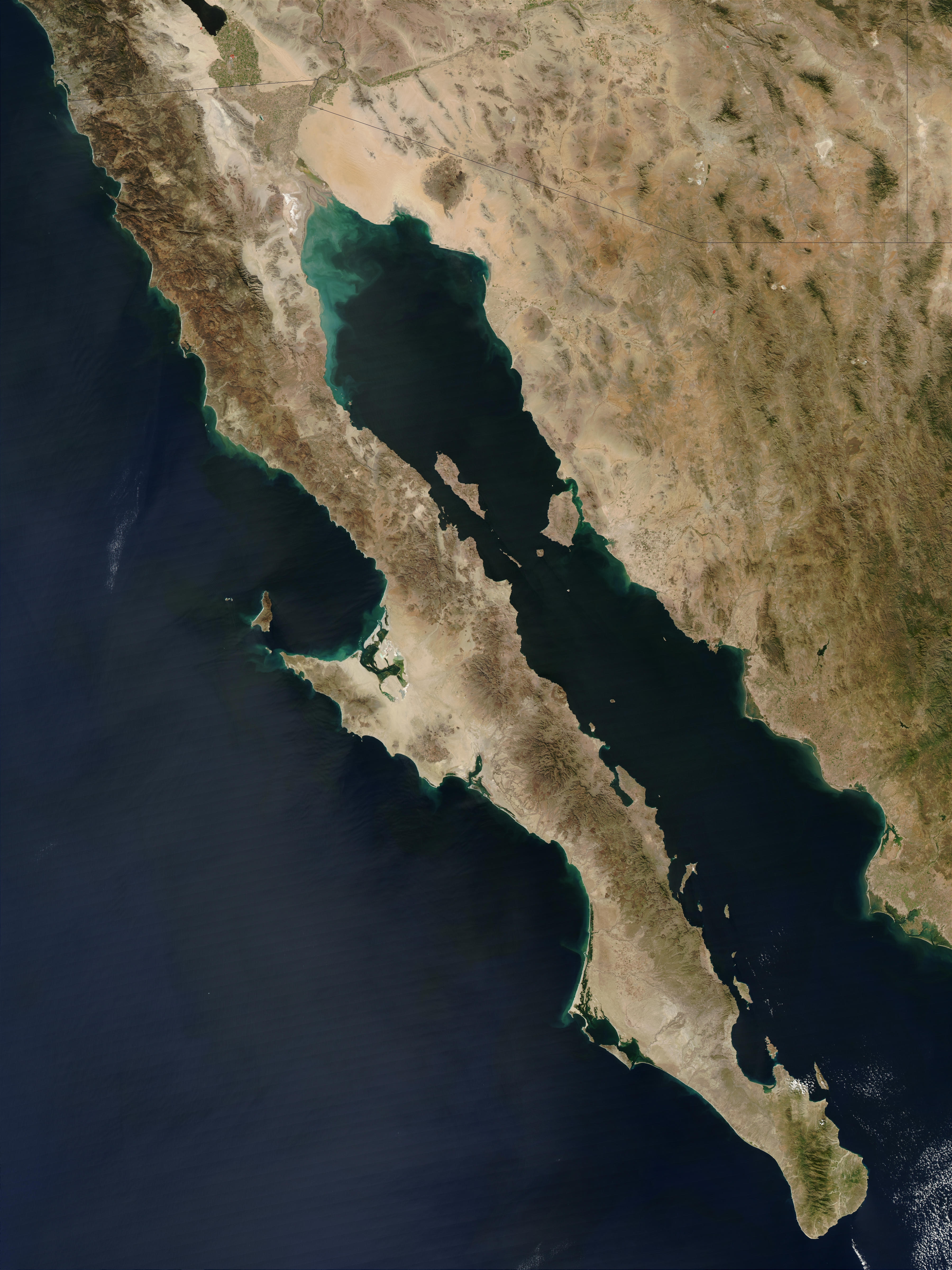
Der Golf von Kalifornien im Satellitenbild

Die Golf-von-Kalifornien-Riftzone (englisch Gulf of California Rift Zone, abgekürzt GCRZ, auch als Gulf of California Shear Zone bezeichnet), erstreckt sich von der Einmündung des Golfs von Kalifornien in den Pazifik an der Südostspitze Niederkaliforniens (Baja California) bis an das Südostende der San-Andreas-Verwerfung in der Saltonsee-Senke in Kalifornien, Vereinigte Staaten von Amerika.
Der Golf selbst ist etwa 100 bis 150 Kilometer breit (er erreicht an seiner Einmündung in den Pazifik 200 Kilometer) und wird auf seiner Südwestseite von der 1250 Kilometer langen Niederkalifornien-Halbinsel begrenzt. Seine Nordostgrenze bildet das mexikanische Festland mit den Bundesstaaten Sonora im Norden und Sinaloa weiter südwärts.

## Geologie
Die Golf-von-Kalifornien-Riftzone ist eine Riftzone im Anfangsstadium, in etwa vergleichbar mit dem Roten Meer. Kontinentale Erdkruste
der Nordamerikanischen Platte wurde im Bereich des Golfs von Kalifornien durch tektonische Kräfte auseinandergezogen und wird jetzt durch neugebildete Ozeanische Erdkruste und eindringende Ozeanbodenspreizung ersetzt. Der Riftprozess hat bewirkt, dass die niederkalifornische Halbinsel Teil der Pazifischen Platte wurde.
Seismisch aktive Verwerfungen, die als Transformstörungen gedeutet werden, verbinden die San-Andreas-Verwerfung mit dem Ostpazifischen Rücken (hier Riverarücken). Dazwischen legen sich im rechten Winkel kleine Pull-Apart-Becken mit normalen Abschiebungen als Begrenzungen. Die sehr langen und Südost-streichenden Transformstörungen zeigen rechtshändigen Seitenversatz.

### Transformstörungen
Folgende Transformstörungen finden sich in der Riftzone (geordnet von Nordwest nach Südost):
- Imperial-Verwerfung (an Land)
- Cerro-Prieto-Verwerfung (vorwiegend an Land)
- Ballenas-Verwerfung (Streichrichtung N 131)
- Partida-Verwerfung
- San-Lorenzo-Verwerfung
- Guaymas-Verwerfung
- Carmen-Verwerfung
- Farallon-Verwerfung
- Atl-Verwerfung
- Pescadero-Verwerfung
- Tamayo-Verwerfung

### Pull-Apart-Becken
In der Riftzone liegen folgende Pull-Apart-Becken (geordnet von Nordwest nach Südost):
- Brawley-Verwerfungszone (an Land)
- Cerro-Prieto-Spreizungszentrum (an Land)
- Wagner-Becken
- Consag-Becken
- Adair-Tepoca-Becken
- Tiburon-Becken
- Delfin-Becken
- San-Pedro-Mártir-Becken
- Guaymas-Becken
- Carmen-Becken
- Farallon-Becken
- Pescadero-Becken
- Alarcon-Becken

## Geodynamik

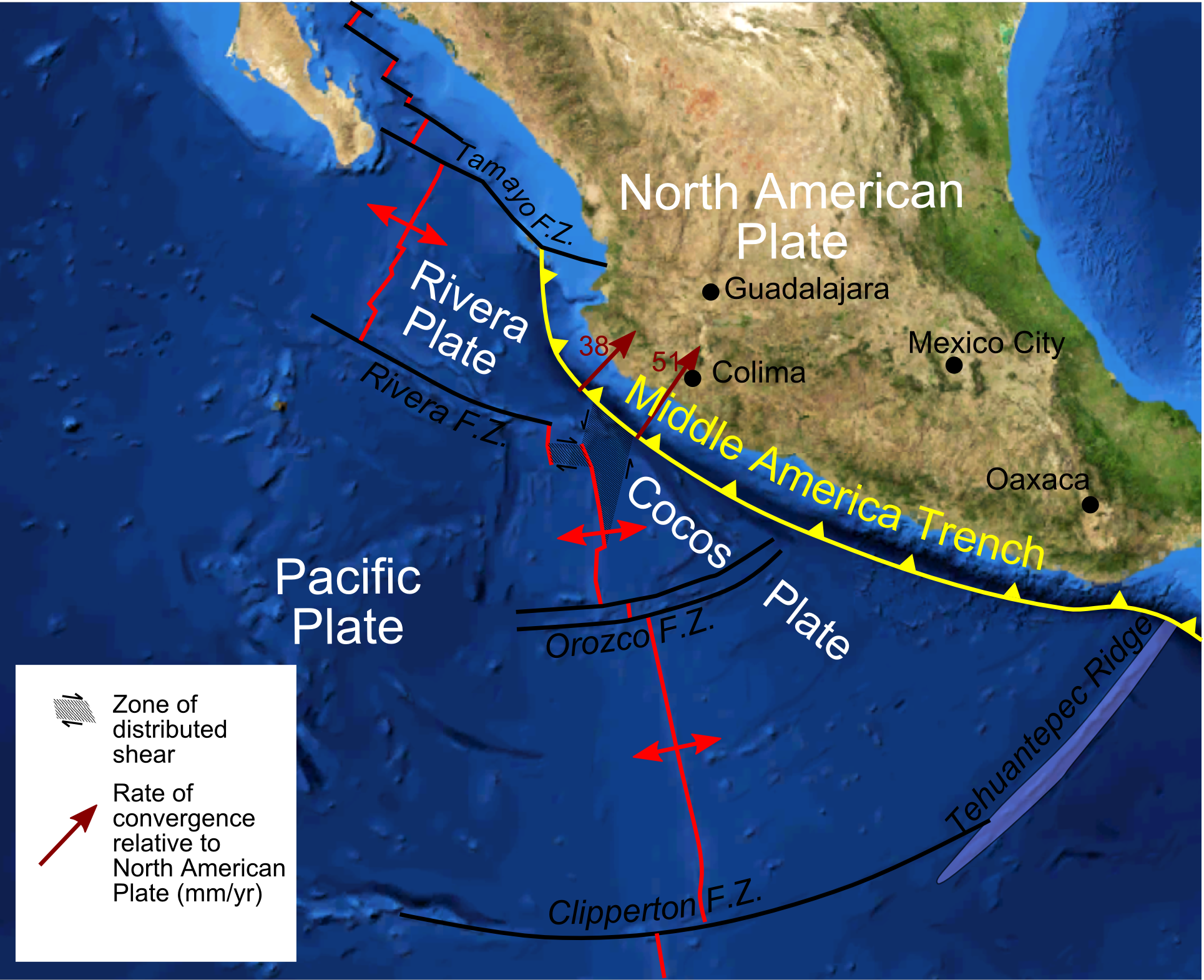
Die geodynamische Situation am Eingang zum Golf von Kalifornien wird durch die Riveraplatte und den Riverarücken geprägt

Der Golf von Kalifornien ist ein unter Transtension (schräge Ausdehnung) stehendes Riftsystem. Es liegt zwischen der Sierra Madre Occidental am nordwestlichen Kontinentalrand Mexikos und dem schmalen Gebirgszug der Peninsular Ranges Niederkaliforniens. Die Halbinsel Niederkaliforniens bewegt sich jetzt nahezu vollkommen (mit etwas mehr als 90 Prozent) zusammen mit der Pazifischen Platte gen Nordwesten.
Die Relativgeschwindigkeit beträgt im Golf ungefähr 48 Millimeter/Jahr, wobei der Unterschied in der Relativgeschwindigkeit der Halbinsel gegenüber der Pazifischen Platte weniger als 3 bis 4 Millimeter/Jahr ausmacht.
Der nicht zu vernachlässigende Unterschied in den Relativgeschwindigkeiten hat mehrere Ursachen, am wahrscheinlichsten dürfte aber die Vermutung sein, dass sich Niederkalifornien nach wie vor als eigene Mikroplatte bewegt und daher gegenüber der Pazifischen Platte eine retardierende Relativkomponente in SSO-Richtung manifestiert.
Geodätische Messdaten am Ballenas-Kanal im Golf ergaben 47,3 plus/minus 0,8 Millimeter/Jahr als Relativgeschwindigkeit.

### Entwicklung

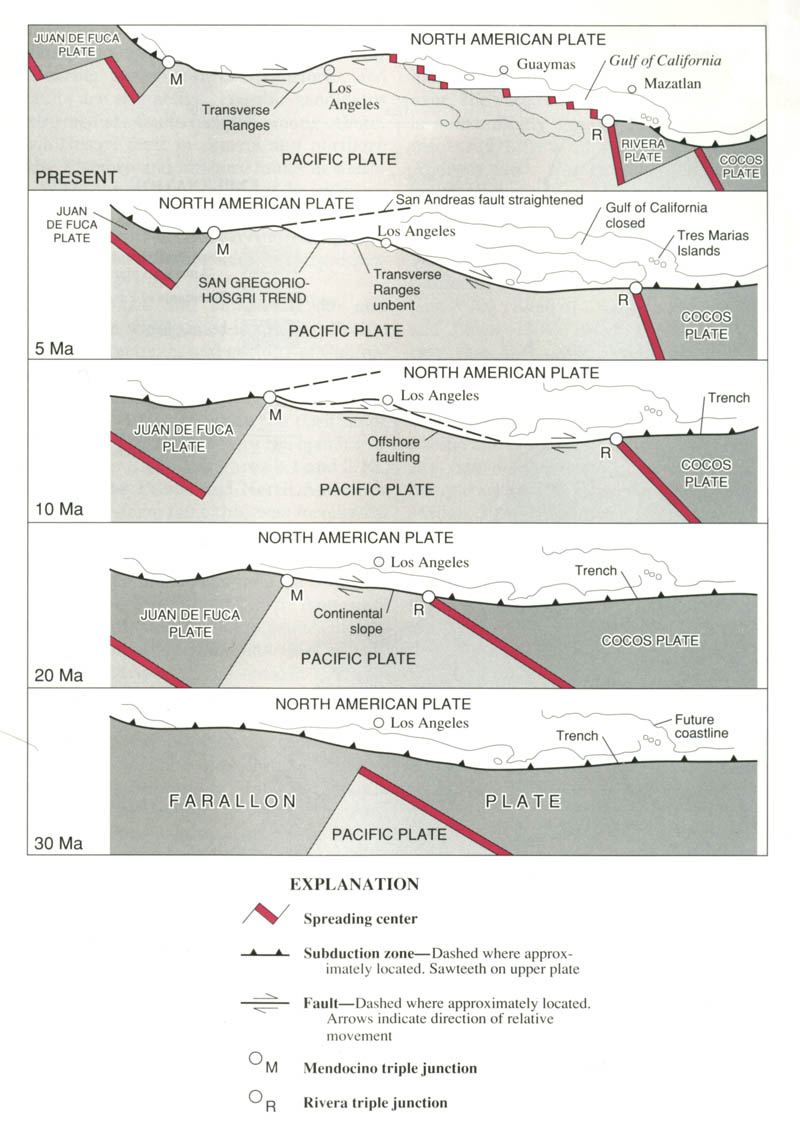
Draufsicht: Vereinfachte Darstellung der Fragmentierung der Farallon-Platte in Juan-de-Fuca-Platte (einschließlich Explorer- und Gorda-Platte) und Cocosplatte (einschließlich Rivera-Platte) sowie Entstehung der San-Andreas-Verwerfung und der kalifornischen Halbinsel und deren Angliederung an die Pazifische Platte im Verlauf der vergangenen 30 Millionen Jahre (Norden ist links)

Die geodynamische Entwicklungsgeschichte der Golf-von-Kalifornien-Riftzone ist ein hochkomplexer Vorgang, der auf der Wechselwirkung zwischen der ozeanischen Domäne des Pazifiks und dem nordamerikanischen Kontinent beruht. Entscheidend für das Verständnis der Riftzone sind die letzten 20 Millionen Jahre bzw. die Zeitspanne ab dem Beginn des Miozäns. Zu diesem Zeitpunkt traf bei Los Angeles die Pazifische Platte erstmals auf den nordamerikanischen Kontinentalrand, zuvor war nur die Farallon-Platte unter den amerikanischen Kontinent subduziert bzw. von ihm überfahren worden. In etwa gleichzeitig begann der enorme Streckungsprozess (von stellenweise bis zu 400 %) im westamerikanischen Hinterland, der zur Physiographie der Basin and Range Province führen sollte. Der gesamte jetzige Golf von Kalifornien und auch der Ostrand von Niederkalifornien sind Teil der Basin and Range Province. Diese umfasst auch das Hochland von Mexiko bis hinunter nach Mexico City und gar Oaxaca, die Sierra Madre Occidental bildet aber hierin einen eigenständigen, starreren Block geringeren Verformungsgrades. Die Dehnung war anfangs in Ost-West-Richtung (N 090) erfolgt, drehte aber im Tortonium ab 10 Millionen Jahren auf Ostsüdost (N 107).
Der nordamerikanische Kontinentalrand und somit die Plattengrenze zum Pazifik hatte sodann seit zirka 12,5 Millionen Jahren (Mittelmiozän, Serravallium) eine totale Umstrukturierung erfahren. Ausgehend von schräger Konvergenz der Farallon-Platte mit Nordamerika kam es zu transtensioneller, rechtsseitiger Scherung entlang des Kontinentalrandes, ausgelöst durch die Südostwärtswanderung des Tripelpunkts der Riveraplatte. Ab 10 Millionen Jahren näherte sich der Rivera-Tripelpunkt der Südspitze Niederkaliforniens, das aber noch an das Festland angegliedert war. Im oberen Tortonium um 8 Millionen Jahre stellten sich erstmals marine Bedingungen am Golf von Kalifornien ein, diese waren aber auf das Alarcon-Becken – einer kleinen Einbuchtung hinter der Südostspitze Niederkaliforniens – beschränkt. Weiter gegen Nordwesten begann sich eine Reihe von dextralen Seitenverschiebungen und zwischengeschalteten Pull-Apart-Becken zu installieren, welche der heutigen Walker Lane ähnelten. Zu Beginn des Messiniums gegen 7 Millionen Jahre gelang es dem Meer erstmals, entlang von Seitenverschiebungen weiter ins Innere vorzudringen und erreichte das Pescadero- und das Farallon-Becken. Zwischen 6,5 und 6,3 Millionen Jahren waren letztendlich auch die letzten 500 Kilometer des Golfs im Nordwesten geflutet, das Meer erreichte sogar den Saltonsee und die San-Andreas-Verwerfung. Mit dem Beginn des oberen Tortoniums vor 6 Millionen Jahren kam es dann zur endgültigen Ruptur und Ablösung Niederkaliforniens auf Höhe des Guaymas-Beckens.